# Michel Gondry
Michel Gondry (født 8. maj 1963 i Versailles) er en Oscar-belønnet fransk manuskriptforfatter, film- og musikvideoinstruktør.
Han arbejdede sammen med Charlie Kaufman i 2004, om at instruere filmen Evigt solskin i et pletfrit sind.

## Filmografi
- 2008 – Be Kind Rewind
- 2006 – The Science of Sleep
- 2004 – Evigt solskin i et pletfrit sind
- 2001 – Human Nature